# Ácido miristoleico
Ácido miristoleico, o ácido 9-tetradecenoico, es una omega-5 ácido graso. Se biosintetiza a partir de ácido mirístico por la enzima delta-9 desaturasa, pero es poco común en la naturaleza. Una de las principales fuentes de este ácido graso es el aceite de semilla de plantas del género Myristicaceae, que comprende hasta 30 por ciento del aceite en algunas especies. Es un constituyente de Serenoa o palma enana americana, y parece tener actividad contra las células LNCaP de cáncer de próstata.